# Władysław Bucki
Władysław Bucki (ur. 25 stycznia 1942) – polski piłkarz występujący na pozycji obrońcy, reprezentant Polski U-19.

## Kariera piłkarska
Wychowanek Stali Sosnowiec. W pierwszej drużynie zadebiutował 7 sierpnia 1960 r. w meczu I ligi Lechia Gdańsk - Stal (3:2). Ostatni występ zaliczył 22 lipca 1967 w meczu Pucharu Intertoto Zagłębie Sosnowiec - Djurgardens IF Sztokholm (4:1). W sezonie 1967/1968 został zawodnikiem Motoru Lublin, z którym wywalczył awans do II ligi. W Lublinie występował do 1974 r. W kolejnych latach występował w barwach Siarki Tarnobrzeg i Piaskovii Piaski.

### Statystyki piłkarskie
W I lidze rozegrał 4 mecze jako zawodnik Stali Sosnowiec.

| Sezon     | Klub               | Liga     | Mecze | Gole | Uwagi              |
| --------- | ------------------ | -------- | ----- | ---- | ------------------ |
| 1960      | Stal Sosnowiec     | I liga   | 1     | 0    |                    |
| 1961      | Stal Sosnowiec     | I liga   | 3     | 0    |                    |
| 1967/1968 | Zagłębie Sosnowiec | PI       | 1     | 0    |                    |
| 1967/1968 | Motor Lublin       | III liga | ?     | 1    | awans do II ligi   |
| 1968/1969 | Motor Lublin       | II liga  | 28    | 1    |                    |
| 1969/1970 | Motor Lublin       | II liga  | 25    | 0    |                    |
| 1970/1971 | Motor Lublin       | II liga  | 24    | 0    |                    |
| 1971/1972 | Motor Lublin       | II liga  | 29    | 0    | spadek do III ligi |
| 1972/1973 | Motor Lublin       | III liga | 30    | 0    | awans do II ligi   |
| 1973/1974 | Motor Lublin       | II liga  | 29    | 0    |                    |
|           | suma               | II liga  | ?     | ?    |                    |
|           | suma               | I liga   | 4     | 0    |                    |
|           | suma               | PI       | 1     | 0    |                    |

### Europejskie puchary
W europejskich rozgrywkach wystąpił 1 raz w sezonie 1967.
| l.p. | Data          | Miejsce   | Gospodarz          | Przeciwnik               | Rezultat | Rozgrywki | Grał | Uwagi |
| ---- | ------------- | --------- | ------------------ | ------------------------ | -------- | --------- | ---- | ----- |
| 1.   | 22 lipca 1967 | Sosnowiec | Zagłębie Sosnowiec | Djurgardens IF Sztokholm | 4:1      | PI        | 44'  |       |

## Kariera reprezentacyjna
W latach 1959–1960 wystąpił w reprezentacji Polski U-19 w 8 meczach jako zawodnik Stali Sosnowiec.
| l.p. | Data                 | Miejsce   | Gospodarz           | Przeciwnik    | Rezultat | Rozgrywki          | Grał | Uwagi | Zawodnik klubu |
| ---- | -------------------- | --------- | ------------------- | ------------- | -------- | ------------------ | ---- | ----- | -------------- |
| 1.   | 30 sierpnia 1959     | Bacău     | Rumunia U-19        | Polska U-19   | 2:0      | mecz towarzyski    | 90'  |       | Stal Sosnowiec |
| 2.   | 23 września 1959     | Wrocław   | Polska U-19         | Austria U-19  | 2:1      | mecz towarzyski    | 90'  |       | Stal Sosnowiec |
| 3.   | 15 października 1959 | Greiswald | NRD U-19            | Polska U-19   | 6:1      | mecz towarzyski    | 90'  |       | Stal Sosnowiec |
| 4.   | 16 kwietnia 1960     | Graz      | Austria U-19        | Polska U-19   | 3:1      | mecz turnieju UEFA | 90'  |       | Stal Sosnowiec |
| 5.   | 18 kwietnia 1960     | Graz      | Polska U-19         | Anglia U-19   | 2:4      | mecz turnieju UEFA | 90'  |       | Stal Sosnowiec |
| 6.   | 20 kwietnia 1960     | Graz      | Polska U-19         | Bułgaria U-19 | 2:1      | mecz turnieju UEFA | 90'  |       | Stal Sosnowiec |
| 7.   | 27 kwietnia 1960     | Púchov    | Czechosłowacja U-19 | Polska U-19   | 7:1      | mecz towarzyski    | 90'  |       | Stal Sosnowiec |
| 8.   | 26 czerwca 1960      | Kalisz    | Polska U-19         | Bułgaria U-19 | 1:0      | mecz towarzyski    | 90'  |       | Stal Sosnowiec |